# Schlacht von Turbigo
Montebello – Varese – San Fermo – Palestro – Turbigo – Boffalora – Magenta – Melegnano – Treponti – Medole – Solferino – San Martino
Die Schlacht von Turbigo war ein Gefecht zwischen Italienern und Österreichern am 3. Juni 1859 während des Sardinischen Kriegs.

## Vorgeschichte
Napoleon III. war mit seiner Armee in der Lombardei angekommen und versuchte in der Folge, an möglichst vielen Orten mit den italienischen Rebellen in Kontakt zu treten, um vereint gegen den österreichischen General Ferencz Gyulay militärisch agieren zu können. Zu diesem Zweck teilte er seine Streitkräfte und ließ Patrice de Mac-Mahon, Kommandant des französischen 2. Corps, zum Dorf Turbigo marschieren, wo seinen Kenntnissen zufolge eine Hochburg des italienischen Widerstands gegen die Österreicher war. Er selbst ging mit den restlichen Truppen nach Boffalora sopra Ticino.
Feldzeugmeister Gyulay hatte zur Sicherung der Lombardei sein I. Korps unter General Eduard Clam-Gallas in die Nähe von Turbigo versammelt.
Am 2. Juni traf die über Novara kommende französische Garde-Division in Galliate an und hatte den Auftrag einen Ticino-Überganges bei Turbigo zu bewerkstelligen.

## Die Schlacht
Am Morgen des 3. Juni 1859 griff Patrice de Mac-Mahon mit der französischen Armee die Siedlung an. Er stieß dabei kaum auf Widerstand, da die italienischen Rebellen bereits in der Nacht die kleine österreichische Truppe, die man zur Bewachung des Dorfes aufgestellt hatte, angegriffen hatte.
General Mac-Mahon ritt nachmittags mit seinem Stab zwecks Aufklärung östlich von Turbigo durch den Ort Robecchetto und wäre beim beginnenden Gefecht durch Vorposten der österreichischen Brigade Reznicek (Division FML Baron Cordon) beinahe gefangen worden. Zum Glück der Franzosen nahm der sprachenkundige Dorfarzt Carlo Brumatti mit Mac Mahon Kontakt auf und konnte so die italienischen und französischen Truppenteile koordinieren.
Das österreichische Heer blieb während dieser Zeit noch in ihrem Lager. Gyulay ließ entgegen dem Befehl von Clam-Gallas die Truppen mit ihrem Angriff bis zum frühen Nachmittag warten und griff dann auf breiter Front an. Die ortskundigen Italiener konnten die Österreicher aufgrund dieser schlechten Strategie schnell schlagen und die Österreicher in die Flucht schlagen. Am Ende der Schlacht gab es auf beiden Seiten einige Dutzend Tote.

## Folgen
Die Schlacht von Turbigo lief zeitgleich mit der Schlacht von Boffalora ab, beide Gefechte waren französische Siege. Der entscheidende Sieg der französisch-sardischen Armee über die Österreicher, der zur Besetzung von Mailand führte, folgte erst am folgenden Tag in der Schlacht von Magenta.